# Chanty-Mansijsk
Chanty-Mansijsk (russisch Ханты-Мансийск; chantisch Ёмвош, Jomwosch; mansisch Абга, Abga) ist eine Stadt in Russland mit 80.151 Einwohnern (Stand 14. Oktober 2010). Sie liegt am Irtysch und ist Verwaltungssitz des Autonomen Kreises der Chanten und Mansen/Jugra.

## Geschichte

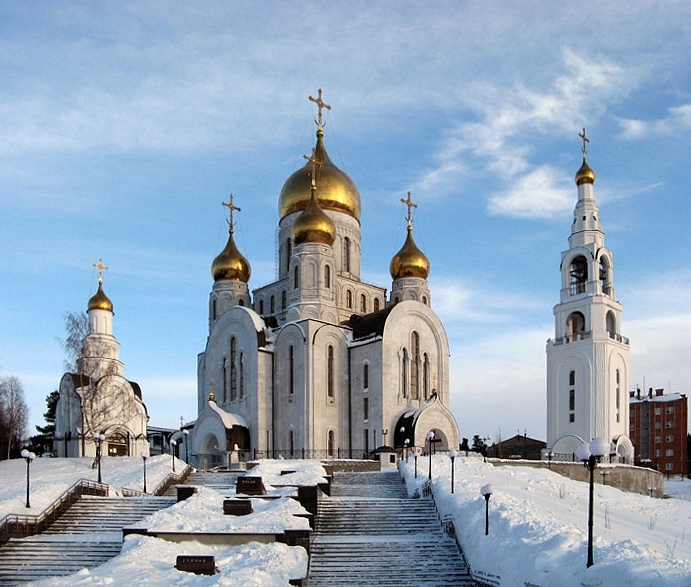
Auferstehungskirche in Chanty-Mansijsk

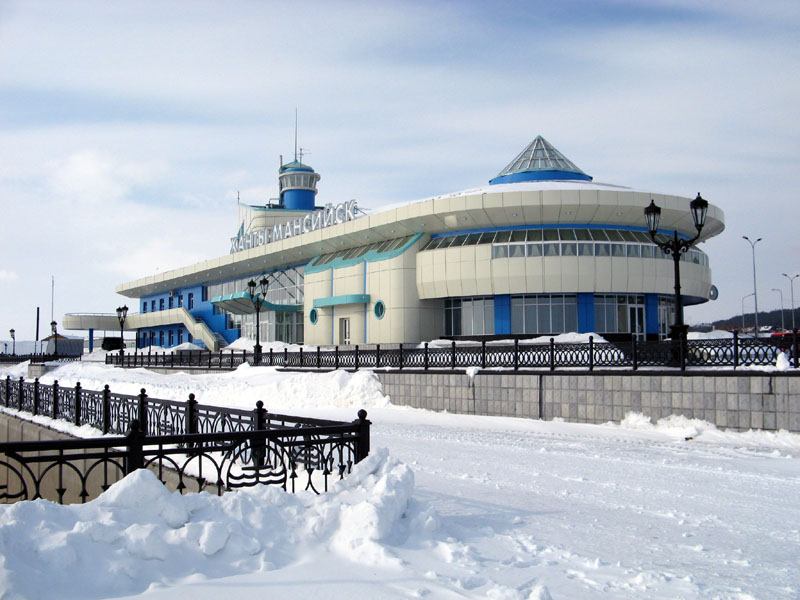
Flusshafen

Chanty-Mansijsk wurde im Dezember 1930 als Siedlung Ostjako-Wogulsk (Остяко-Вогульск) gegründet, gut vier Kilometer nördlich der schon seit Ende des 15. Jahrhunderts bekannten Siedlung Samarowo (Самарово, ehemals auch Samarowski jam). Sie wurde nach den in dieser Zeit noch üblichen Bezeichnungen Ostjaken für das Volk der Chanten und Wogulen für das der Mansen benannt und besaß ab 1936 den Status einer Siedlung städtischen Typs. Am 23. Oktober 1940 erhielt der Ort seinen heutigen Namen und am 27. Januar 1950 die Stadtrechte, wobei die Siedlung Samarowo (seit 1930 auch Verwaltungssitz des Samarowski rajon) als Stadtteil eingemeindet wurde.
Ostjako-Wogulsk übernahm im Februar 1932 von Samarowo die Funktion als Verwaltungssitz des am 10. Dezember 1930 geschaffenen Nationalkreises der Ostjaken und Wogulen, der 1940 in Nationalkreis der Chanten und Mansen umbenannt und 1978 in den Autonomen Kreis (Okrug) der Chanten und Mansen umgebildet wurde. 1950 wurde die Stadt durch die Eingemeindung von Samarowo auch Sitz des Samarowski rajon, der jedoch erst ab 14. September 1964 Chanty-Mansijski rajon heißt. Seit 1992 ist Chanty-Mansijsk Hauptstadt des Autonomen Kreises der Chanten und Mansen/Jugra.

### Bevölkerungsentwicklung
| Jahr | Einwohner | Anmerkung                                   |
| ---- | --------- | ------------------------------------------- |
| 1939 | 13.386    | davon Ostjako-Wogulsk 7.488, Samarowo 5.898 |
| 1959 | 20.677    |                                             |
| 1970 | 24.754    |                                             |
| 1979 | 28.266    |                                             |
| 1989 | 34.462    |                                             |
| 2002 | 53.953    |                                             |
| 2010 | 80.151    |                                             |

Anmerkung: Volkszählungsdaten

## Wirtschaft und Infrastruktur
Chanty-Mansijsk ist durch die im Autonomen Kreis reichlich vorhandene Ölförderindustrie eine der wohlhabendsten Städte Russlands. Die Stadt ist außerdem vielbesuchtes Touristenzentrum für Ski- und Snowboardsport. Der Flughafen Chanty-Mansijsk bietet Flugverbindungen in verschiedene russische Städte.

## Kultur und Sport
In Chanty-Mansijsk fanden im Wintersportzentrum die Biathlon-Weltmeisterschaften 2003 und 2011 sowie die Biathlon-Mixed-Staffel-Weltmeisterschaft 2005 und 2010 statt, außerdem werden dort weitere Rennen im Rahmen des Biathlon-Weltcups und im Sommerbiathlon ausgetragen.
Der Schachweltverband FIDE veranstaltet in Chanty-Mansijsk regelmäßig internationale Meisterschaften. Darunter befanden sich die Weltpokale 2005, 2007, 2009, 2011 und 2019. Im Jahre 2010 wurde dort die 39. Schacholympiade ausgetragen, 2014 das Kandidatenturnier zur Weltmeisterschaft und 2017 die Mannschaftsweltmeisterschaft. Im Jahre 2018 wurde hier außerdem die  Einzel-Weltmeisterschaft der Frauen ausgetragen.
Der Eishockeyclub HK Jugra Chanty-Mansijsk nimmt seit der Saison 2010/11 an der Kontinentalen Hockey-Liga teil. 
Chanty-Mansijsk ist dank großzügiger Fördermittel binnen kurzem auch eine der Hochburgen des russischen Frauen-Wasserballs geworden. 2009 fand hier die Juniorinnen-Weltmeisterschaft statt. Das lokale Team von Ugra Chanty-Mansijsk drang 2010 bis in das Endspiel der LEN-Trophy vor und unterlag dort nur knapp dem griechischen Vertreter Ethnikos Piräus.
Vier Weltmeisterschaften im Russischen Billard wurden in Chanty-Mansijsk ausgetragen: Die WM in der Dynamischen Pyramide 2012, die Freie-Pyramide-Weltmeisterschaften 2014 und 2021 und die Kombinierte-Pyramide-WM 2019.
In Chanty-Mansijsk gibt es fünf Museen, fünf Bibliotheken und zwei Theater.

## Söhne und Töchter der Stadt
- Jewgeni Dementjew (* 1983), Skilangläufer und Olympiasieger (2006)
- Anton Gafarow (* 1987), Skilangläufer
- Juri Kaschkarow (* 1963), Biathlet und Olympiasieger (1984)
- Nikolai Kruglow (* 1981), Biathlet
- Tatjana Moissejewa (* 1981), Biathletin
- Jauhen Redskin (* 1970), Biathlet und Olympiasieger (1992)
- Swetlana Slepzowa (* 1986), Biathletin und Olympiasiegerin (2010)

## Klimatabelle
|                       | Jan   | Feb   | Mär   | Apr  | Mai  | Jun  | Jul  | Aug  | Sep  | Okt  | Nov   | Dez   |   |      |
| Mittl. Tagesmax. (°C) | −16,4 | −14,3 | −4,2  | 3,5  | 11,7 | 19,1 | 23,0 | 18,5 | 12,2 | 1,8  | −7,0  | −12,5 | ⌀ | 3    |
| Mittl. Tagesmin. (°C) | −25,0 | −23,0 | −14,1 | −6,0 | 1,5  | 9,5  | 13,7 | 9,7  | 4,3  | −4,3 | −14,2 | −21,0 | ⌀ | −5,7 |
|                       |       |       |       |      |      |      |      |      |      |      |       |       |   |      |
| Niederschlag (mm)     | 28    | 20    | 21    | 30   | 42   | 70   | 79   | 67   | 62   | 52   | 42    | 31    | Σ | 544  |
|                       |       |       |       |      |      |      |      |      |      |      |       |       |   |      |
| Regentage (d)         | 9     | 6     | 6     | 8    | 8    | 9    | 9    | 11   | 10   | 12   | 11    | 10    | Σ | 109  |

| −25,0 |

| −23,0 |

| −14,1 |

| −6,0 |

| 1,5 |

| 9,5 |

| 13,7 |

| 9,7 |

| 4,3 |

| −4,3 |

| −14,2 |

| −21,0 |

| −25,0 |

| −23,0 |

| −14,1 |

| −6,0 |

| 1,5 |

| 9,5 |

| 13,7 |

| 9,7 |

| 4,3 |

| −4,3 |

| −14,2 |

| −21,0 |